# Eriogonum villiflorum
Eriogonum villiflorum là một loài thực vật có hoa trong họ Rau răm. Loài này được A.Gray mô tả khoa học đầu tiên năm 1872.